# تشخص
تشخص وضعیت شخص بودن است. تعریف تشخص در فلسفه و حقوق موضوع مورد اختلافی بوده است و به مفاهیم حقوقی و سیاسی شهروندی، برابری و آزادی عمیقاً گره خورده است. بر اساس علم حقوق، تنها یک شخص حقیقی یا حقوقی دارای حقوق، حمایت‌ها، امتیازات، تعهدات و مسئولیت‌های حقوقی است. تشخص به‌عنوان یک موضوع مورد مباحثهٔ بین‌المللی تداوم یافته است.
ظرفیت‌ها یا ویژگی‌های مشترک در تعاریف تشخص شامل طبیعت انسان، عاملیت، خویشتن‌آگاهی، تصور گذشته و آینده، و دارا بودن حقوق و وظایف در بین دیگران است.